# Galbeni (Filipest)
Galbeni település Romániában, Bákó megyében, Filipest mellett, Neamţ megye határán.

## Története
Dokumentumok már 1639-ben említik. Korábban a megszűnt Román megyéhez tartozott. Irányítószám: 607191. Nevét a 2 km-re levő folyópart földjének sárga színéről kapta.
Románia nagy földrajzi szótára Románia (3. kötet; Bukarest, 1900) szerint ekkor lakossága 316 család volt, vagyis 1028 lélek, ebből 122 írástudatlan. Kertészkedésből és marhatartásból éltek. Két temploma van. A vegyes iskolába 52 diák járt (1896).

## Neves személyek
Radu Beligan 1918- színész, az Institutul de Teatru şi Film (Színház-és Filmművészeti Akadémia) tanára Bukarestben